# Булатово (Татарстан)
 Булатово  — деревня в Зеленодольском районе Татарстана. Входит в состав Нурлатского сельского поселения.

## География
Находится в западной части Татарстана на расстоянии приблизительно 26 км на юг-юго-запад от районного центра города Зеленодольск.

## История
Известна с периода Казанского ханства.

## Население
Постоянных жителей было в 1782 году — 45 душ мужского пола, в 1859 — 82, в 1897—138, в 1908—165, в 1920—171, в 1926—211, в 1938—236, в 1949—130, в 1958 — 57, в 1970 — 56, в 1979 — 66, в 1989—226. Постоянное население составляло 262 человека (татары 82 %) в 2002 году, 199 в 2010.